# Šyrokyne
Šyrokyne (ukrajinsky Широкине, rusky Широкино – Širokino) je vesnice ve Volnovašském rajónu Doněcké oblasti na Ukrajině na pobřeží Azovského moře. Nejbližším městem je Mariupol.
Vesnice se několikrát stala bojištěm války na východní Ukrajině a terčem útoků těžkých vojenských zbraní. Civilisté ji byli nuceni několikrát zcela opustit.